# Caspioplana pharyngosa
Caspioplana pharyngosa is een platworm (Platyhelminthes). De worm is tweeslachtig. De soort leeft in of nabij het zoete water van de Kaspische Zee.
Het geslacht Caspioplana, waarin de platworm wordt geplaatst, wordt tot de familie Dendrocoelidae gerekend. De wetenschappelijke naam van de soort werd voor het eerst geldig gepubliceerd in 1951 door Zabusova.